# Niphargus puteanus
Niphargus puteanus is een vlokreeftensoort uit de familie van de Niphargidae. De wetenschappelijke naam van de soort is voor het eerst geldig gepubliceerd in 1836 door Koch.